# Redefine
Redefine е трети студиен музикален албум на алтърнатив метъл групата Сойл, който е издаден на 23 март 2004 г. от J Records. Това е последният албум с Раян Маккомбс на вокалите, преди да напусне групата през октомври същата година. Също така е последен с J Records, след като компанията е закупена от Sony.
Албума е на #78 място в класацията Билборд 200. Включва видеоклип за песента Redefine, която се изкачва по-високо в сравнение с предишните песни на групата. Pride е използвана във видео играта Madden NFL 2004. Според задната обложка на албума, песента Remember е посветена на Дейв Уилямс.

## Промотиране и турне
Сойл е на турне почти година в подкрепа на новия си албум като са включени съвместни участия в Европа с Drowning Pool и Damageplan. Турнето приключва в края на 2004 г., след като Раян Маккомбс неочавано напуска групата. Поради тази причина са отменени мини турне със Sevendust, фестивал с Damageplan и няколко концерта във Великобритания. Предвидено е участие с Damageplan на 10 декември, но и то не се състои, след като Даймбег Даръл е смъртоносно прострелян два дни по-рано.

## Състав
- Раян Маккомбс – вокали
- Том Шофилд – барабани
- Адам Зейдъл – китара
- Шоун Глас – китара
- Тим Кинг – бас

## Песни
| Заглавие             | Дължина |
| -------------------- | ------- |
| 1. „Pride“           | 2:44    |
| 2. „Redefine“        | 3:37    |
| 3. „Can You Heal Me“ | 3:31    |
| 4. „Cross My Heart“  | 3:15    |
| 5. „Suffering“       | 3:16    |
| 6. „Remember“        | 3:38    |
| 7. „Deny Me“         | 3:32    |
| 8. „Something Real“  | 3:07    |
| 9. „Say You Will“    | 3:02    |
| 10. „Love Hate Game“ | 3:19    |
| 11. „Obsession“      | 4:58    |